# والنتینا چنی
والنتینا چنی (ایتالیایی: Valentina Cenni؛ زادهٔ ۱۴ مارس ۱۹۸۲) عکاس و بازیگر سینما و تلویزیون اهل ایتالیا است.
از فیلم‌های او می‌توان به نمی‌توانی به‌تنهایی خود را نجات دهی اشاره کرد.